# Lejonansikte, Bengt Nilssons ätt
Lejonansikte, Bengt Nilssons ätt är en nutida benämning på en medeltida ätt som förde ett lejonansikte i vapnet. Samma vapenbild fördes också av Hemming Ödgislasons ätt. Någon släktskap mellan de två ätterna har inte gått att påvisa. Ätten utdog innan Sveriges Riddarhus grundades 1625, varför den aldrig introducerades där som adelsätt.

## Historik
De äldsta kända medlemmarna av ätten är två bröder:  Nils (utan patronymikon) och Brud Benason.
Riddaren, riksrådet och lagmannen i Småland Nils Estridsson nämns första gången 1287 då han beseglar ett dokument. Vid detta tillfälle kallas han ”riddare Nils Sestridasson”. Han använder alltså matronymikon. Vidare nämnd 1287-1299. Han nämns sista gången 1301. Han har antagits vara far till Bengt Nilsson – utan egentliga bevis för att det faktiskt är så.
I Bengt Nilssons morgongåvobrev från 1315 kallar han Brud Benason farbror. Bengt nämns senast 1341. Hans var gift två gånger – först med Birgitta Magnusdotter och sedan med en syster till Johan Bengtsson (lejon över balk), som kallar honom ”gener”, dvs svåger. Han hade två söner: Nils och Bengt.
Brud Benason nämns som levande 1310-1320. Han var en av kung Birgers löftesmän vid riksdelningen 1310. Han hade två söner: Jöns och Bengt.
Jöns Brudsson nämns som levande 1336-1366. Han nämns som häradshövding i Uppvidinge härad i Småland 1358 och 1362. Arvskiftet efter honom förrättades 1418. Han var gift två gånger – först med Holmfrid och sedan med Kristina Hemmingsdotter, dotter till Hemming Tanner. Han hade fyra barn: Kristina, Hemming, Sten och en son eller dotter som var far eller mor till Jöns Bengtsson på Svenneby i Östergötland, som förde ättens vapen och var svärfar till riksråden Erik Magnusson (Örnfot) och Ulf Pedersson (Roos).